# Álvaro Gutiérrez
Álvaro Gutiérrez és un director de fotografia que va néixer a Sevilla el 1973 i va cursar estudis als Estats Units per a després instal·lar-se a Espanya.

## Biografia
Entre 1995 i 1999 va cursar estudis universitaris en Film Arts amb especialització en cinematografia a la William Paterson University dels Estats Units. El 1999 va treballar en Nova York per a la NBC i a l'any següent va retornar a Espanya i va començar a treballar com a auxiliar de cambra sota les ordres del director de fotografia Néstor Calvo i al mateix temps va ser director de fotografia en diversos curts i clips.
Com a director de fotografia en 2007 va rodar el seu primer llargmetratge Bajo las estrellas, dirigit per Félix Viscarret al que seguirien els seus treballs a Cenizas del cielo amb direcció de José Antonio Quirós en 2008, Mal día para pescar amb direcció d'Álvaro Brechner en 2009 i La mirada invisible dirigida per Diego Lerman en 2010.

## Premis i candidatures
- Candidat al Goya a la millor fotografia en 2008 per Bajo las estrellas
- Candidat al Cóndor de Plata a l'Argentina por La mirada invisible[1]
- Premiat a la Millor Fotografia per l'Asociación de Críticos uruguayos por Mal día para pescar[2]
- Premiat a la Setmana de Cinema de Medina del Campo per El álbum blanco i Sofía[3]
- Premiat al Festival Plataforma de Nuevos Realizadores por Limoncello
- Premiat al Festival de Cinema d'Estrasburg per Hombres de paja[4]
- Premiat a Madrid Imagen per Viaje a Bangkok